# Ács Enikő
Ács Enikő (Szombathely, 1953. szeptember 12. –) magyar énekesnő, dalszerző. Fia Deák Kristóf Oscar-díjas magyar filmrendező.

## Életpályája

### A kezdetek
Előadói pályafutását egy gimnáziumi énekes-gitáros duóban kezdte, ahol Németh Krisztával Joan Baez-feldolgozásokat adtak elő. A duó az 1972-es Ki Mit Tud?-on a középdöntőig jutott.

### A Panta Rhei zenekarban
Érettségi után a Debreceni Kossuth Lajos Tudományegyetemen folytatta tanulmányait. Itt ismerkedett meg a Panta Rhei zenekar tagjaival, Szalay Andrással, Szalay Sándorral, Matolcsy Kálmánnal és Béke Csabával. Ács Enikő 1976-tól 1979-ig volt tagja a zenekarnak. Számos rádiófelvételt készítettek saját szerzeményeiből, versmegzenésítéseiből (Pogácsalány, Jössz-e már?, Talán, Öreganyó, Lidérc).
Ács Enikő és a Panta Rhei több országos könnyűzenei versenyen is részt vett: az 1977-es Tessék választani!-n a A pogácsalánnyal, az 1978-as Made in Hungary-n a Nem hiszem el-lel, az 1979-es Tessék választani!-n a Csendes dal-lal léptek fel.
A stílusbeli különbségek miatt 1979-től szólóénekesként folytatta pályáját.

### Szóló pályafutása
A Panta Rhei-korszakot követően Budapestre költözött, ahol szólókarrierbe kezdett. Saját dalait, valamint Bornai Tibor és Laár András szerzeményeit a KFT zenekar kíséretével, a Magyar Rádió Könnyűzenei Stúdiójában, illetve a Főnix Stúdióban rögzítették (Nedves a város, Február, Magasföldszint, Valahogy ma reggel, Albérletkeresők dala). 1981-es Táncdalfesztiválon az Utolsó levél című dallal vett részt. Szinte minden fontosabb budapesti koncerthelyszínen fellépett, és a nyolcvanas évek elejére viszonylagos ismertségre tett szert, ám saját nagylemezt mégsem jelentethetett meg.

### Visszavonulás
1982-ben, első gyermeke születését követően visszavonult. Már kétgyermekes anyaként, 1987-ben Tímár Péter felkérésére elvállalta a Moziklip című film egyik szerepét. A filmben Bródy János Kornél és Elvira című dalát énekli.

### Mostanában
Jelenleg háromgyermekes anya, főállásban középiskolai francia-könyvtár szakos tanár, szabadidejében énekel és mesekönyvet ír.

## Rádiófelvételek, lemezek

### Szólóének
| Év   | Dal                              | Szerzők                                                  | Típus         | Kísér           | Bemutató                      |
| ---- | -------------------------------- | -------------------------------------------------------- | ------------- | --------------- | ----------------------------- |
| 1976 | Ó, jössz-e már                   | Ács Enikő[forrás?]–Mihai Eminescu–Képes Géza             | rádiófelvétel | Panta Rhei      |                               |
|      | Nem tetszenél (Dies irae)        | Ács Enikő–Petri György                                   | rádiófelvétel | Panta Rhei      |                               |
| 1977 | A pogácsalány                    | Ács Enikő                                                | nagylemez     | Panta Rhei      | Tessék választani!            |
| 1977 | Öreganyó                         | Ács Enikő–Weöres Sándor                                  | rádiófelvétel | Panta Rhei      |                               |
| 1978 | Talán                            | Ács Enikő                                                | kislemez      | Panta Rhei      |                               |
| 1978 | Nem hiszem el                    | Szalay András–Laár András                                | rádiófelvétel | Panta Rhei      | Made in Hungary               |
| 1979 | Csendes dal                      | Ács Enikő–Béke Csaba                                     | nagylemez     | Panta Rhei      | Tessék választani!            |
| 1979 | Lidérc                           | Ács Enikő–Weöres Sándor                                  | rádiófelvétel | Panta Rhei      |                               |
| 1979 | Hatévesek lettünk                | Ács Enikő–Alan Alexander Milne–Devecseri Gábor fordítása | rádiófelvétel | Panta Rhei      |                               |
| 1979 | Medvedal                         | Ács Enikő–Alan Alexander Milne–Devecseri Gábor fordítása | rádiófelvétel | Panta Rhei      |                               |
| 1979 | Sok az önbizalom                 | Matolcsy Kálmán–Szalay András                            | kislemez      | Panta Rhei      | Belépés nemcsak tornacipőben! |
| 1981 | Nedves a város                   | Bornai Tibor–Laár András                                 | rádiófelvétel | KFT             |                               |
| 1981 | Utolsó levél                     | Bornai Tibor                                             | kislemez      | KFT             | Tánc- és popdalfesztivál      |
| 1981 | Magasföldszint                   | Bornai Tibor                                             | rádiófelvétel | KFT             |                               |
| 1981 | Valahogy ma reggel               | Laár András–Bornai Tibor                                 | rádiófelvétel | KFT             |                               |
| 1982 | Február                          | Bornai Tibor                                             | rádiófelvétel | KFT             |                               |
| 1982 | Albérletkereső dal               | Bornai Tibor                                             | kislemez      | KFT             |                               |
| 1983 | Miért mondod, hogy kövér vagyok? | Ács Enikő                                                | kislemez      | KFT             |                               |
| 1984 | Bőröndöm útra készen áll         | Ács Enikő                                                | rádiófelvétel | KFT             |                               |
| 1987 | Kornél és Elvira                 | Móricz Mihály–Bródy János                                | nagylemez     | Cserepes Károly | Moziklip                      |

### Vokálének
- 1978: Társak között (Panta Rhei)
- 1979: Itt van a délután (Panta Rhei)